# Dispositiu Cronos
Es coneix com a dispositiu Cronos a l'operatiu policial dissenyat pels Mossos d'Esquadra que activa totes les unitats i especialitats de la policia catalana en cas d'atemptat terrorista.
Aquest protocol és general a tot el cos i es va dissenyar arran dels atemptats islamistes a París el 2015. El dispositiu te dues vessants: una és capturar els terroristes i l'altra evitar rèpliques. Per aquesta segona vessant se situen policies a punts d'interès i especialment sensibles per tot el territori català. El dispositiu Cronos canvia les condicions de treball dels agents, activant tots els agents que no estan de vacances i assignant-los torns de 12 hores per partir la plantilla en torn de dia i torn de nit. Aquesta activació s'aplica a totes les unitats dels mossos.
Es va activar per primer i únic cop poc després de l'atemptat a les Rambles de Barcelona del 17 d'agost de 2017 i es va mantenir actiu fins al dia 22 del mateix mes. Diversos sindicats policials van mostrar queixes amb l'aplicació del protocol, denunciant que algunes unitats havien estat treballant fins a 16 hores seguides sense cap suport ni relleu i, en alguns casos, va haver-hi problemes de subministrament de material com vehicles o ràdios.